# Golden Hinde (montagne)
Pour les articles homonymes, voir Golden Hind (homonymie).
Le Golden Hinde est une montagne et le point culminant de l'île de Vancouver, sur la côte pacifique du Canada, dans la province de Colombie-Britannique.
Il est situé dans le parc provincial Strathcona au centre de l'île, à 25 km à l'est du village de Gold River.
Il est principalement constitué de basalte et a été gravi pour la première fois en 1913.

## Toponyme
Son nom provient d'un navire de Francis Drake, le Golden Hind qui aperçut le sommet dans le soleil couchant lors de sa circumnavigation entre 1577 et 1580. Jusqu'en 1938, il était également appelé le Rooster's Comb (soit le « peigne du coq ») en raison de sa forme.